# Leidsche Wolspinnerij
De Leidsche Wolspinnerij N.V. is een Nederlandse spinnerij te Leiden die bestond van 1934 tot 1981, waarna zij naar Veenendaal verhuisde, en die later failliet ging.
Het bedrijf werd op 1 juli 1934 aan de Zoeterwoudseweg 3 opgericht onder de naam La Vesdre Wolindustrie. Het was toen een filiaal van de in Brussel zetelende maatschappij: La Vesdre S.A. Belge de Peignage & Filature de Laine.
Ondanks de crisistijd groeide het bedrijf voorspoedig en het werd op 19 april 1937 omgedoopt in Leidsche Wolspinnerij N.V., ook kortweg genoemd de NEWO, waarbij tevens de Nederlandse invloed op het bedrijf versterkt werd. Het bedrijf breidde uit en mechaniseerde. Nieuwe uitbreidingsplannen konden echter geen doorgang vinden daar de Tweede Wereldoorlog uitbrak.
Op 1 februari 1943 werd echter de N.V. Nederlandse Wolspinnerij te Veenendaal opgekocht. Dit bedrijf had een kammerij en een ververij, waardoor het gehele productieproces in eigen hand kon worden genomen.
Het bedrijf produceerde en verkocht handbreigarens en Smyrna-wol voor het knopen van tapijten onder de merknaam Neveda, waarin de namen Nederlandse en Veenendaal zijn verweven.
In de jaren zestig van de 20e eeuw had het bedrijf eveneens vestigingen in Amsterdam en Lokeren, maar geleidelijk werd er steeds minder aan huiselijk handwerken gedaan en uiteindelijk zijn alle bedrijven gesloten. De Veenendaalse fabriek aan de Spoorlaan 2 is in 1991 gesloopt.